# La furia dei Baskerville
La furia dei Baskerville (The Hound of the Baskervilles) è un film del 1959 diretto da Terence Fisher.
È un adattamento cinematografico del romanzo Il mastino dei Baskerville di Arthur Conan Doyle, le cui tenebrose atmosfere gotiche ben si adattano al moderno film horror. Non a caso, sia il regista Terence Fisher che la casa di produzione Hammer Film Productions sono generalmente riconosciuti come i pionieri e gli specialisti inglesi del genere, insieme con i volti degli attori Peter Cushing e Christopher Lee, anch'essi inglesi.

## Trama
Il film inizia rievocando la vicenda settecentesca del crudele sir Hugo Baskerville che, dopo aver pugnalato a morte una giovane nella paludosa brughiera di Dartmoor, viene a sua volta assalito e ucciso da un'enorme creatura canina. L'episodio dà origine alla credenza popolare secondo cui tutti i maschi di casa Baskerville sono minacciati di sterminio da questa oscura e misteriosa "furia" animalesca.
Due secoli dopo, il dottor Richard Mortimer narra la leggenda a Sherlock Holmes e al dottor Watson invitandoli a indagare sulla recente e inquietante morte di sir Charles Baskerville e a proteggere il suo erede e ultimo discendente della famiglia, sir Henry, appena giunto dal Sudafrica e molto scettico circa la presunta maledizione che, sotto le sembianze di un cane mastino, graverebbe sul suo prestigioso casato. Holmes accetta l'incarico ma, dovendo assolvere alcuni impegni inderogabili, spedisce Watson a Baskerville Hall a far da guardia del corpo a sir Henry promettendo di raggiungerli presto.
Dopo strani e minacciosi incontri, sinistre fiammelle che lampeggiano nel buio della brughiera, lugubri latrati notturni, pericolosi inseguimenti e inutili cacce alle ombre, la scoperta di un nuovo cadavere e di ossa umane, una trappola mortale e i numerosi altri eventi più o meno naturali attraverso cui si dipana la vicenda, alla fine Holmes risolve l'arcano giusto in tempo per salvare sir Henry dal destino ferale che gli è stato preparato e per eliminare quanti lo minacciavano, compreso il ben poco soprannaturale e solo in apparenza mostruoso mastino della leggenda.

## Produzione
Particolarmente complesse si rivelarono le scene di lotta con il mastino in quanto venne utilizzato un alano di dimensioni gigantesche ma mitissimo che non ne voleva sapere di essere aggressivo. Per renderlo minaccioso gli venne applicata una protesi di pelle sul muso e si girarono anche alcune scene con dei nani vestiti come i protagonisti per farlo apparire ancora più spaventoso; la scarsa credibilità del girato portò a non utilizzarle.